# Supraleitender Darmstädter Elektronenlinearbeschleuniger
Der supraleitende Darmstädter Elektronenlinearbeschleuniger (englisch superconducting Darmstadt electron linear accelerator, S-DALINAC) ist ein Teilchenbeschleuniger für Elektronen am Institut für Kernphysik der Technischen Universität Darmstadt. Er wurde als Nachfolger eines gepulsten normalleitenden Linearbeschleunigers („DALINAC“), der von den 1960er bis in die 1980er Jahre in Betrieb war, in den 1980er Jahren von der Forschungsgruppe um Achim Richter konzipiert und aufgebaut. Der S-DALINAC wird seit seiner Inbetriebnahme Jahr 1991 stetig weiterentwickelt. Er wird für Experimente der Kernphysik-Grundlagenforschung und Beschleunigerphysik verwendet.

## Funktionsprinzip
Der S-DALINAC stellt Elektronenstrahlen ab einer Energie von 1 Megaelektronenvolt (MeV) zur Verfügung, wobei seine Designenergie 130 MeV beträgt. Die Hochfrequenz der Beschleunigerstrukturen – aus Niob bestehende Hohlraumresonatoren, die bei der Temperatur von ca. 2 K supraleitend sind – beträgt 3 GHz. Die supraleitenden Strukturen erlauben einen kontinuierlichen Betrieb bei mittleren elektrischen Feldgradienten von typischerweise 5 MV/m, das heißt, die kinetische Energie der Elektronen nimmt pro Meter Beschleunigungsstrecke um ca. 5 MeV zu. Die Hohlraumresonatoren des S-DALINAC bestehen aus 20 Zellen. Die durchschnittlichen Elektronenstrahlströme sind variabel von einigen Nanoampere bis zu 60 Mikroampere (am sog. Injektormessplatz) bzw. 20 µA hinter dem sog. Hauptbeschleuniger. Der große Energiebereich wird durch den speziellen Aufbau der Anlage möglich, wobei der Strahl den Hauptbeschleuniger wahlweise ein-, zwei- oder viermal passiert. Zudem kann bereits der Injektorstrahl für Experimente genutzt werden, die sehr niedrige Energien benötigen.
Der S-DALINAC besitzt eine thermionische Elektronenkanone zur Erzeugung eines unpolarisierten Strahls und seit 2011 auch eine Quelle spinpolarisierter Elektronen, die auf dem photoelektrischen Effekt beruht. Die Quellen emittieren Elektronen mit 250 keV bzw. 100 keV kinetischer Energie durch elektrostatische Hochspannung. Die Elektronen werden dann im sog. Injektorlinac auf bis zu 10 MeV Energie beschleunigt. Für höhere Energien kann der Strahl in den sog. Hauptbeschleuniger eingeschossen werden, der die kinetische Energie um bis zu 30 MeV erhöhen kann. Indem der Hauptbeschleuniger bis zu vier Mal durchlaufen werden kann („Rezirkulation“), errechnet sich die Maximalenergie zu ca. 130 MeV. Die geforderte Strahlenergie bestimmt das jeweils bediente Experiment, wobei es hier nicht auf eine möglichst hohe Energie ankommt, sondern vielmehr auf eine exzellente Energieschärfe und Strahlstabilität über den gesamten Zeitraum des Messungen (meist wenige Wochen).

## Experimentelle Einrichtungen und wichtige Ergebnisse
Am S-DALINAC werden unterschiedliche Experimente zur Untersuchung von Atomkernen und von Protonen durchgeführt. Am Experimentierplatz hinter dem Injektor wird Bremsstrahlung genutzt, um Atomkerne anzuregen oder zu spalten. Hinter dem Hauptbeschleuniger kann Bremsstrahlung zur Untersuchung des Protons genutzt werden sowie für das Studium von Kernanregungen mit energiemarkierten Photonen („Photonentagger“). Weitere Arbeiten beschäftigen sich mit der inelastischen Elektronenstreuung, die Aufschluss über die Prozesse liefert, die bei Anregungen des Atomkerns ablaufen.
Am S-DALINAC und seinem Vorgänger, dem DALINAC, wurden einige wegweisende Entdeckungen zur Kernphysik erzielt:
- Am DALINAC hat die Gruppe um Peter Brix Kernradien durch elastische Elektronenstreuung bestimmt.
- Die Quadrupol-Riesenresonanz wurde erstmals am DALINAC beobachtet[4].
- Anregungen durch Änderung des Spins einzelner Teilchen an Schalenabschlüssen wurden studiert, z. B. in der Kalzium-Isotopenkette[5].
- 1983 gelang Achim Richter und Mitarbeiter die Identifikation einer kollektiven magnetischen Kernanregung, die auf die Bahnbewegung der Protonen und Neutronen zurückgeführt werden kann, der sog. Scherenmode (Scissors Mode)[6]; das Studium verwandter Kernanregungen wird bis heute fortgesetzt.
- In Elektronenstreuung unter Rückwärtswinkeln wurden Hinweise auf die Elastizität von Kernmaterie gefunden durch Entdeckung der sog. M2-Twist-Mode[7].
- Koinzidenzexperimente, bei denen ein nach Anregung des Kerns freigesetztes Teilchen gleichzeitig mit dem gestreuten Elektron nachgewiesen wird, wurden bei diversen Fragestellungen durchgeführt. Vor kurzem wurde z. B. der Formfaktor für den Aufbruch des Deuterons vermessen und die Ergebnisse im Hinblick auf die primordiale Nukleosynthese der nuklearen Astrophysik interpretiert.[8]
- Am Bremsstrahlungsmessplatz wurden in den letzten Jahren Experimente zur Untersuchung von Kernanregungen unterhalb der Dipol-Riesenresonanz im Bereich der Pygmy-Resonanz durchgeführt[9] oder zur Photo-Dissoziation von Kernen[10]. Die Ergebnisse der letzteren Experimente sind von Interesse für das Verständnis der Entstehung neutronenarmer schwerer Atomkerne in explosiven astrophysikalischen Umgebungen.
- Betrieb und (kontinuierliche Weiter-)Entwicklung des S-DALINAC werden vor allem im Rahmen von Studien- und Doktorarbeiten durchgeführt. Die Ergebnisse fließen in zahlreiche Abschlussarbeiten und Dissertationen ein.
- In den 1990er Jahren war der S-DALINAC Treiber für den ersten Freie-Elektronen-Laser in Deutschland[11]. Darüber hinaus wurden Experimente zur Erzeugung schmalbandiger Röntgenstrahlung in der Wechselwirkung des Elektronenstrahls mit Kristallen durchgeführt.

## Finanzierung
Der Aufbau des S-DALINAC wurde in den 1980er und 1990er Jahren durch das damalige Bundesministerium für Forschung und Technologie gefördert. Seit den 1990er Jahren werden Weiterentwicklung und Experimente am S-DALINAC durch die Deutsche Forschungsgemeinschaft (DFG) gefördert. Zurzeit sind die Arbeiten am S-DALINAC Teil des Sonderforschungsbereichs 634 der DFG (Laufzeit 2003–2015). Die Grundausstattung für den Betrieb sowie die Infrastrukturkosten werden im Wesentlichen über die Technische Universität Darmstadt vom Land Hessen getragen.